# Сулаоя
Сулаоя (ест. Sulaoja), також Сулаоя-Луллу (ест. Sulaoja-Lullu) — село в Естонії, входить до складу волості Валґ'ярве, повіту Пилвамаа.